# Karácsonyi fénytusa
A Karácsonyi fénytusa (eredeti cím: Candy Cane Lane) 2023-ban bemutatott amerikai karácsonyi filmvígjáték, melyet Kelly Younger forgatókönyvéből Reginald Hudlin rendezett. A főbb szerepekben Eddie Murphy, Tracee Ellis Ross, Jillian Bell, Thaddeus J. Mixon, Ken Marino, Trevante Rhodes, David Alan Grier és Nick Offerman látható.
2023. december 1-jén mutatta be az Amazon Prime Video.

## Cselekmény
Egy amerikai külváros egyik lakónegyede évente versenyt rendez, kinek van a legszebben feldíszített háza karácsonykor. Chris Carver kétségbeesetten szeretne nyerni, ezért alkut köt egy Pepper nevű idegennel. Pepper varázslat segítségével  gyönyörűvé alakítja Carverék házát. Chris azonban rájön, hogy Pepper egy gonosz manó, aki már korábban is kötött hasonló megállapodásokat és az áldozatait porcelánbabákká változtatta. Feleségével, Carollal és három gyermekükkel együtt Chris mindent megtesz annak érdekében, hogy megállítsa Peppert.

## Szereplők
| Szerep       | Színész            | Magyar hang      |
| ------------ | ------------------ | ---------------- |
| Chris Carver | Eddie Murphy       | Dörner György    |
| Carol Carver | Tracee Ellis Ross  | Nádasi Veronika  |
| Pepper       | Jillian Bell       | Mezei Kitty      |
| Pip          | Nick Offerman      | Csankó Zoltán    |
| Bruce        | Ken Marino         | Galbenisz Tomasz |
| Tre          | Trevante Rhodes    | Orosz Gergely    |
| Joy Carver   | Genneya Walton     | Kobela Kíra      |
| Nick Carver  | Thaddeus J. Mixson | Maszlag Bálint   |
| Holly Carver | Madison Thomas     | Hegedűs Johanna  |
| Télapó       | David Alan Grier   | Jakab Csaba      |
| Cordelia     | Robin Thede        | Bodor Böbe       |
| Emerson      | Timothy Simons     | Szabó Andor      |

## A film készítése
A forgatás 2022 decembere és 2023 februárja között zajlott Los Angelesben.
2022 júliusában jelentették be, hogy Eddie Murphy egy új ünnepi filmvígjáték főszereplője és producere lesz az Amazon Prime Videóval kötött háromfilmes szerződés részeként. Murphy mellett 2023 januárjában Tracee Ellis Ross kapott szerepet. Jillian Bell, Robin Thede, Nick Offerman, Chris Redd és Danielle Pinnock is csatlakozott a szereplőgárdához. A film producerei Murphy, Brian Grazer, Karen Lunder és Charisse Hewitt-Webster, vezető producere pedig Doug Merrifield lett.

## Fordítás
- Ez a szócikk részben vagy egészben  a   Candy Cane Lane (film) című angol Wikipédia-szócikk fordításán alapul.  Az eredeti cikk szerkesztőit annak laptörténete sorolja fel. Ez a jelzés csupán a megfogalmazás eredetét és a szerzői jogokat jelzi, nem szolgál a cikkben szereplő információk forrásmegjelöléseként.